# Melicope denhamii
Melicope denhamii är en vinruteväxtart som först beskrevs av Berthold Carl Seemann, och fick sitt nu gällande namn av Thomas Gordon Hartley. Melicope denhamii ingår i släktet Melicope och familjen vinruteväxter. Inga underarter finns listade i Catalogue of Life.